# Chydaeopsis fragilis
Chydaeopsis fragilis är en skalbaggsart som beskrevs av Francis Polkinghorne Pascoe 1864. Chydaeopsis fragilis ingår i släktet Chydaeopsis och familjen långhorningar.
Artens utbredningsområde är Sarawak. Inga underarter finns listade i Catalogue of Life.